# Godfrey Oboabona
Godfrey Itama Oboabona, född 16 augusti 1990 i Akure, är en nigeriansk fotbollsspelare.
Oboabona har spelat för Nigerias landslag.